# یواس‌اس سکو (وای‌تی‌بی-۷۹۶)
یواس‌اس سکو، (وای‌تی‌بی-۷۹۶) (به انگلیسی: USS Saco (YTB-796)) یک کشتی بود که طول آن ۱۰۹ فوت (۳۳ متر) بود. این کشتی در سال ۱۹۶۸ ساخته شد.